# Техніколор (фізика)
Теорії техніколору є моделями фізики за межами Стандартної моделі, що пояснюють порушення електрослабкої калібрувальної симетрії, механізм, за допомогою якого W і Z бозони набувають маси. Ранні теорії техніколору були змодельовані на квантовій хромодинаміці (КХД), на «колірній» теорії сильної ядерної сили, що надихнуло на таку їхню назву.
Замість введення елементарних бозонів Хіггса для пояснення явища, моделі техноколору приховують  електрослабку симетрію і створюють маси для W- і Z-бозонів через динаміку нових калібрувальних взаємодій. Хоча ці взаємодії асимптотично вільні при дуже високих енергіях, ці взаємодії повинні стати сильними і обмеженими конфайнментом (і, отже, неспостережуваними) при більш низьких енергіях, які були експериментально випробувані. Цей динамічний підхід натуральний і дозволяє уникнути проблем квантової тривіальності і проблеми ієрархії стандартної моделі.
Для того, щоб надати маси кварку і лептону, техніколор повинен бути «розширений» за допомогою додаткових калібрувальних взаємодій. Зокрема, при моделюванні на КХД, розширений техніколор ускладнюється експериментальними обмеженнями на нейтральний потік зміни аромату і точними електрослабкими вимірюваннями. Не відомо, якою може бути динаміка розширеного техніколору.
Багато досліджень техніколору фокусується на вивченні відмінних від КХД сильно взаємодіючих калібрувальних теорій, для того, щоб уникнути деяких з цих проблем. Особливо активною структурою є «блукаючий» техніколор, який демонструє майже конформну поведінку, викликану інфрачервоною фіксованою точкою з силою трохи більшою, що необхідна для спонтанного порушення хіральної симетрії. Чи можливе блукання і чи призводить воно до узгодження з точними вимірюваннями в електрослабкій взаємодії вивчається за допомогою непертурбативних ґраткових симуляцій.
Очікується, що експерименти в Великому адронному колайдері відкриють механізм, відповідальний за порушення електрослабкої симетрії, і буде мати вирішальне значення для визначення того, чи забезпечує структура техніколору правильний опис природи. У 2012 році ці експерименти оголосили про відкриття Хіггс-подібного бозона з масою близько 125 [[ГеВ/c2]]; така частинка не передбачається в загальному моделями техніколору, однак може бути пояснена ними.

## Введення
Механізм для порушення електрослабкої калібрувальної симетрії в стандартній моделі елементарних частинок залишається невідомим. Порушення повинне бути спонтанним, а це означає, що основоположна теорія має точну симетрію (рівняння руху містять безмасові поля калібрувальних бозонів), а розв'язки (основний стан і збуджені стани) ні. Зокрема, фізичні W і Z калібрувальні бозони стають масивними. Це явище, в якому W і Z бозони також набувають додаткового стану поляризації, називається «механізмом Хіггса». Незважаючи на точне узгодження електрослабкої теорії з експериментами в області енергій, доступними досі, необхідні інгредієнти для порушення симетрії залишаються прихованими, поки не будуть виявлені при більш високих енергіях.
Найпростіший механізм порушення електрослабкої симетрії вводить єдине комплексне поле і передбачає існування бозона Хіггса. Як правило, бозон Хіггса «неприродний» в тому сенсі, що квантові флуктуації здійснюють поправки до його маси, що збільшують її до настільки високих значень, що він не спроможний грати ту роль для якої він був запроваджений. Якщо стандартна модель не порушується при енергіях, менших за декілька ТеВ, маса бозона Хіггса може залишатися невеликою тільки за допомогою тонкого налагодження параметрів.
Техніколор усуває цю проблему висуваючи гіпотезу про нову калібрувальну взаємодію, прив'язану до нових безмасових ферміонів. Ця взаємодія асимптотично вільна при дуже високих енергіях і стає сильною і обмеженою, коли енергія зменшується до електрослабкого масштабу 246 ҐеВ. Ці потужні сили спонтанно порушують хіральні симетрії безмасових ферміонів, деякі з яких слабо калібровані як частина стандартної моделі. Це динамічна версія механізму Хіггса. Електрослабка калібрувальна симетрія, таким чином, порушується, створюючи маси для W і Z бозонів.
Нова сильна взаємодія передбачає існування цілого ряду нових складених, короткоживучих частинок при енергіях, доступних на Великий адронний колайдер (ВАК). Ця структура є природною, оскільки немає ніяких елементарних бозонів Хіггса і, отже, немає точного налагодження параметрів. Маси кварків і лептонів також порушують електрослабкі калібрувальні симетрії, тож вони теж повинні виникати спонтанно. Механізм включення цієї функції відомий як розширений техніколор. Техніколор і розширений техніколор стикаються з цілою низкою феноменологічних проблем, зокрема, питання нейтральних струмів зміни аромату, точних електрослабких випробувань, і маси t-кварка. Моделі техніколору також не передбачають у загальному Хіггс-подібних бозонів, таких легких, як125 ҐеВ/с2; така частинка була виявлена в експериментах на Великому адронному колайдері в 2012 році. Деякі з цих проблем можуть бути вирішені за допомогою класу теорій, відомих як блукаючий техніколор.

## Ранній техніколор
Техніколор це ім'я, дане теорії порушення електрослабкої симетрії новими сильними калібрувальними взаємодіями, енергетичний масштаб характеристики яких ΛTC сам по собі становить слабку шкалу, ΛTC ≅ FEW ≡ 246 ҐеВ. Основоположним принципом техніколору є «природність»: основні фізичні явища не повинні вимагати тонкого налаштування параметрів в функції Лагранжа, що їх описує. Що являє собою тонке налаштування деякою мірою носить суб'єктивний характер, але теорія елементарних скалярних частинок зазвичай дуже тонко настроєна (хіба що це суперсиметрія). Квадратична розбіжність в масі скаляру вимагає коригування в частині
{\displaystyle {\mathcal {O}}\left({\frac {M_{\mathrm {bare} }^{2}}{M_{\mathrm {physical} }^{2}}}\right)}, де Mbare — поріг теорії, енергетичний масштаб, при якому теорія змінюється в якийсь істотний спосіб. У стандартній електрослабкій моделі з Mbare ∼ 1015 ҐеВ (масштаб великого об'єднання мас), а також з масою бозона Хіггса Mphysical = 100—500 ҐеВ, маса налаштована на щонайменше частину 1025.
На противагу цьому, природна теорія порушення електрослабкої симетрії є асимптотично вільною каліброваною теорією з ферміонами як єдиними полями матерії. Часто вважається, що калібрувальна група техніколору GTC є SU(NTC). На основі аналогії з квантовою хромодинаміки (КХД), передбачається, що існує один або декілька дублетів безмасових діракових «техніферміонів», що перетворюються векторіально у тому ж комплексному поданні з GTC, TiL, R = (Ui,Di)L, R, i = 1,2, …, Nf/2. Таким чином, існує хіральна симетрія цих ферміонів, наприклад, SU(Nf)L ⊗ SU(Nf)R, якщо всі вони перетворюються згідно з тим же комплексним поданням GTC. Продовжуючи аналогію з КХД, біжучий калібрувальний зв'язок αTC(μ) викликає спонтанне порушення хіральної симетрії, техніферміони набувають динамічну масу, і число безмасових бозонів Ґолдстоуна в результаті. Якщо техніферміони перетворюються під [SU(2) ⊗ U(1)]EW як лівосторонні дублети і правосторонні синглети, три лінійні комбінації цих поєднань бозонів Ґолдстоуна до трьох електрослабких калібрувальних струмів.
У 1973 році Джаківа і Джонсон і Корнвол і Нортон вивчали можливість того, що (невекторна) калібрувальна взаємодія ферміонів може привести до порушення самої себе; тобто досить сильна, щоб сформувати ґолдстоуновський бозон, з'єднаний з калібрувальним струмом. Використовуючи абелеві калібрувальні моделі, вони показали, що, якщо такий ґолдстоунівський бозон утворюється, він «поглинається» механізмом Хіггса, ставши поздовжньої складовою масивного тепер калібрувального бозона. Технічно, функція поляризації Π(p2), що з'являється в розмножувачі калібрувальних бозонів, Δμν = (pμ pν/p2 — gμν)/[p2(1 — g2 Π(p2))] розвиває полюс p2 = 0 із залишком F2, квадратом константи розпаду бозона Ґолдстоуна, а калібрувальний бозон набуває масу M ≅ g F. У 1973 році Вайнштайн показали, що складені бозони, чиї складові ферміони перетворюються в «стандартний» спосіб SU(2) ⊗ U(1) породжують маси слабких бозонів
{\displaystyle (1)\qquad M_{W^{\pm }}={\frac {1}{2}}gF_{EW}\quad {\rm {and}}\quad M_{Z}={\frac {1}{2}}{\sqrt {g^{2}+g^{\prime \,2}}}F_{EW}\equiv {\frac {M_{W}}{\cos \theta _{W}}}\,.}
Це стандартномодельне співвідношення досягається за допомогою елементарних бозонів Хіггса в електрослабких дублетах; експериментально перевірено краще, ніж на 1 %. Тут,g і g′ — SU(2) і U(1) калібрувальні зв'язки та tanθW = g′/g визначає кут слабкого змішування.
Важлива ідея нової сильної калібрувальної взаємодії безмасових ферміонів в електрослабкій шкалі FEW, що спричинює спонтанне порушення глобальної хіральної симетрії, з якої SU(2) ⊗ U(1) підгрупа слабо калібрована, була вперше запропонована в 1979 році С. Вайнберґом і Л. Саскіндом. Цей механізм «техніколору» природний у тому плані, що жодного тонкого налагодження параметрів не потрібно.

## Розширений техніколор
Елементарні бозони Хіггса виконують ще одну важливу задачу. В стандартній моделі, кварки і лептони обов'язково безмасові, тому що вони перетворюються при SU(2) ⊗ U(1) як лівосторонні дублети і правосторонні синглети. Дублет Хіггса поєднується з цими ферміонами. Коли він розвиває вакуумне середнє значення, він передає це  електрослабке порушення до кварків і лептонів, даючи їм свої спостережувані маси. (Загалом, електрослабкі власні стани ферміонів не є масовими власними станами, тому цей процес також викликає матриці змішування, які спостерігаються в зарядженого струму слабких взаємодій.)
У техніколорі, щось ще має генерувати маси кварків і лептонів. Єдина природна можливість, для уникнення введення елементарних скалярів, це збільшити GTC, щоб дозволити техніферміонам з'єднуватися у кварки і лептони. Цей зв'язок індукується калібрувальними бозонами розширеної групи. Картина, тоді, виглядає такою, що є велика калібрувальна група «розширеного техніколору» (ВТК) GETC ⊃ GTC, в якій техніферміони, кварки, і лептони живуть у тому ж представленнях. В одному або більше високих масштабах ΛETC, GETC розщеплюється на GTC, і кварки і лептони з'являються як ТК-синглетні ферміони. Коли αTC(μ) стає сильною в масштабі ΛTC ≅ FEW, утворюється ферміонний конденсат {\displaystyle \langle {\bar {T}}T\rangle _{TC}\cong 4\pi F_{EW}^{3}}. (Конденсат є вакуумне очікування від техніферміонної білінійної форми {\displaystyle {\bar {T}}T}. Оцінка тут базується на наївному розмірному аналізі кваркового конденсату в КХД, що, як очікується, буде коректною принаймні на порядок) Тоді переходи {\displaystyle q_{L}(\mathrm {or} \,\,\ell _{L})\rightarrow T_{L}\rightarrow T_{R}\rightarrow q_{R}\,(\mathrm {or} \,\,\ell _{R})} можуть протікати через техніферміонні динамічні маси через випускання і повторного поглинання РТК-бозонів, маси яких METC ≅ gETC ΛETC набагато більші за ΛTC. Кварки і лептони набувають мас наближено заданих
{\displaystyle (2)\qquad m_{q,\ell }(M_{ETC})\cong {\frac {g_{ETC}^{2}\langle {\bar {T}}T\rangle _{ETC}}{M_{ETC}^{2}}}\cong {\frac {4\pi F_{EW}^{3}}{\Lambda _{ETC}^{2}}}\,.}
Тут {\displaystyle \langle {\bar {T}}T\rangle _{ETC}} є техніферміонний конденсат перенормований в масовому масштабі бозона РТК,
{\displaystyle (3)\qquad \langle {\bar {T}}T\rangle _{ETC}=\exp {\left(\int _{\Lambda _{TC}}^{M_{ETC}}{\frac {d\mu }{\mu }}\gamma _{m}(\mu )\right)}\,\langle {\bar {T}}T\rangle _{TC}\,,}
де γm(μ) — аномальна розмірність техніферміонної білінійної форми {\displaystyle {\bar {T}}T} в масштабі мкм. Друга оцінка в рівнянні (2) залежить від припущення, що, як відбувається в КХД, αTC(μ) стає слабкою, не набагато вище ΛTC, так що аномальна розмірність γm of {\displaystyle {\bar {T}}T} там мала. Розширений техніколор був введений в 1979 році Дімопулосом і Саскіндом, і Айхтеном і Лейном. Для кварка з масою mq ≅ 1 ҐеВ, і з ΛTC ≅ 246 ҐеВ, оцінюють ΛETC ≅ 15 ТеВ. Таким чином, якщо припустити, що {\displaystyle g_{ETC}^{2}\gtrsim 1}, METC буде, принаймні, настільки великою.
На додаток до пропозиції РТК для мас кварків і лептонів, Айхтен і Лейн зауважили, що розмір представлень РТК, необхідних для генерації всіх мас кварків і лептонів дозволяє припустити, що там буде більше, ніж один електрослабкий дублет техніферміонів. Якщо так, то буде більше (спонтанно порушених) хіральних симетрій і, отже, більше бозонів Ґолдстоуна, ніж використаних механізмом Хіггса. Вони повинні набути масу в силу того факту, що додаткові хіральні симетрій також явно розриваються, через взаємодії стандартної моделі і взаємодії РТК. Ці «псевдоґолдстоунівські бозони» називаються техніпіонами, πT. Застосування теореми Дашена дає таку оцінку для внеску РТК в їхню масу
{\displaystyle (4)\qquad F_{EW}^{2}M_{\pi T}^{2}\cong {\frac {g_{ETC}^{2}\langle {\bar {T}}T{\bar {T}}T\rangle _{ETC}}{M_{ETC}^{2}}}\cong {\frac {16\pi ^{2}F_{EW}^{6}}{\Lambda _{ETC}^{2}}}\,.}
Друге наближення в рівнянні. (4) передбачає, що {\displaystyle \langle {\bar {T}}T{\bar {T}}T\rangle _{ETC}\cong \langle {\bar {T}}T\rangle _{ETC}^{2}}. Для FEW ≅ ΛTC ≅ 246 ҐеВ іΛETC ≅ 15 ТеВ, цей внесок у MπT приблизно дорівнює 50 ҐеВ. Оскільки взаємодії РТК створюють {\displaystyle m_{q,\ell }} і поєднання техніпіонів у кварколептонні пари, можна очікувати, що спарювання будуть Хіггсівського типу; тобто приблизно пропорційні масам кварків і лептонів. Це означає, що очікується, що техніпіони розпадаються на найважчі дозволені пари {\displaystyle {\bar {q}}q} і {\displaystyle {\bar {\ell }}\ell }.
Мабуть, найважливіше обмеження на розробці РТК для генерації мас кварків є те, що РТК взаємодії, ймовірно, щоб спричинюють процеси нейтрального струму зміни аромату, такі як μ → e γ, KL → μ e, і |Δ S| = 2 і |Δ B| = 2 взаємодії, які спричинюють змішування {\displaystyle K^{0}\leftrightarrow {\bar {K}}^{0}} і {\displaystyle B^{0}\leftrightarrow {\bar {B}}^{0}}. Причина полягає в тому, що алгебра струмів РТК бере участь в {\displaystyle m_{q,\ell }} створенні, що припускає {\displaystyle {\bar {q}}q^{\prime }} і {\displaystyle {\bar {\ell }}\ell ^{\prime }} РТК струми, які, будучи записаними в термінах власних станів маси ферміонів, не мають ніяких підстав для збереження аромату. Найсильніше обмеження походить від вимоги, що РТК взаємодії, що виступають посередниками у {\displaystyle K{\hbox{--}}{\bar {K}}} змішуванні, дають менший внесок, ніж стандартна модель. Це передбачає ефективне значення ΛETC більше за 1000 ТеВ. Фактичне значення ΛETC може бути дещо знижена, якщо присутні фактори змішування CKM-подібного кута. Якщо ці взаємодії порушують парність заряду, оскільки вони цілком можуть порушувати, обмеження від ε-параметра є таке, що ефективне значення ΛETC > 104 ТеВ. Такі величезні масові масштаби РТК припускають крихітні маси кварків і лептонів, і внески РТК у MπT не більші декількох ҐеВ, що суперечить пошукам на ВЕП πT при Z0.
Розширений техніколор дуже амбітна пропозиція, що вимагає, щоб маси кварків і лептонів і кути змішувань виникали з експериментально доступних взаємодій. Якщо існує успішна модель, вона б не тільки передбачила маси і змішування кварків і лептонів (і техніпіонів), вона б пояснила, чому існують три сім'ї кожного з них: вони такі, що вписуються в РТК уявлення про q, {\displaystyle \ell } and T. Не повинно дивувати, що побудова успішної моделі виявилася дуже важкою.

## Блукаючий техніколор
Оскільки маси кварків і лептонів пропорційні білінійному техніферміонному конденсату, поділеному на масштаб ВТК в квадраті, можна уникнути їхніх крихітних значень, якщо конденсат збільшується понад слабку-αTC оцінку в рівнянні (2), {\displaystyle \langle {\bar {T}}T\rangle _{ETC}\cong \langle {\bar {T}}T\rangle _{TC}\cong 4\pi F_{EW}^{3}}.
Протягом 1980-х років, кілька динамічних механізмів були розвинені, щоб це зробити. У 1981 році Голдом припустив що, якщо αTC(μ) еволюціонує до нетривіальної нерухомої точки в ультрафіолетовій області спектру, з великою додатною аномальна розмірність γm для {\displaystyle {\bar {T}}T}, реалістичні маси кварків і лептонів можуть виникнути при ΛВТК досить великій, щоб придушити ВТК-індуковане {\displaystyle K{\hbox{--}}{\bar {K}}} змішування. Проте, жоден із прикладів нетривіальної ультрафіолетової нерухомої точки в чотиривимірній калібрувальній теорії не був побудований. У 1985 році Голдом проаналізував теорію техніколору, в якій був передбачений «повільно змінний» αTC(μ). Він зосередився на відокремленні порушення хіральної симетрії і шкалі конфайнменту, але він також зазначив, що така теорія може підвищити {\displaystyle \langle {\bar {T}}T\rangle _{ETC}}, і таким чином, дозволити збільшити шкалу ВТК. У 1986 році Акіба і Янаґіда також розглядали підвищення маси кварків і лептонів, просто припускаючи, що αTC є постійною і сильною аж до масштабу ВТК. У тому ж році Ямавакі, Бандо і Мацумото знову уявили собі ультрафіолетову нерухому точку в асимптотично невільній теорії для підвищення техніферміонного конденсату.
У 1986 році Аппельквіст, Карабалі і Вієвардгана обговорили збільшення мас ферміонів в асимптотично вільній теорії техніколору з повільним перебігом, або «блуканням», калібрувального зв'язку. Повільність виникла через екрануючий ефект великого числа техніферміонів з аналізом, проведеним за допомогою двопетльової теорії збурень. У 1987 році Аппельквіст і Вієвардгана дослідили цей сценарій блукання глибше. Вони взяли аналіз трьох петель, зауваживши, що блукання може привести до збільшення за степеневим законом техніферміонного конденсату, і оцінили маси отриманих в результаті кварків, лептонів і техніпіонів. Зростання конденсату виникає, оскільки відповідна маса техніферміонів зменшується повільно, приблизно за лінійним законом, в залежності від її масштабу перенормування. Це відповідає випадку, коли конденсатна аномальна розмірність γm в рівнянні (3) прямує до одиниці (дивись нижче).
У 1990-ті роки, виникло більш чітке розуміння того, що блукання природно описується асимптотично вільними калібрувальними теоріями, що домінують в інфрачервоній області спектра наближеною нерухомою точкою. На відміну від спекулятивної пропозиції ультрафіолетових нерухомих точок, нерухомі точки в інфрачервоному діапазоні, як відомо, існують в асимптотично вільних теоріях, виникаючи при двох петлях в бета-функції за умови, що ферміонне число Nf є достатньо велике. Це було відомо від першого двопетльового обчислення Козвела в 1974 році. Якщо Nf близьке до значення {\displaystyle {\hat {N}}_{f}}, при якому асимптотична свобода пропадає, в результаті інфрачервона фіксована точка є слабкою, параметричного порядку {\displaystyle {\hat {N}}_{f}-N_{f}}, і надійно доступною в теорії збурень. Ця межа слабкою зв'язку була розглянута Банксом і Заксом в 1982 році.
Нерухомої точки зчеплення αIR сильнішає, коли Nf зменшується з {\displaystyle {\hat {N}}_{f}}. Нижче деякого критичного значення Nfc зв'язок стає досить сильним (> αχ SB) для того, щоб спонтанно порушити хіральну симетрію безмасових техніферміонів. Оскільки аналіз повинен, як правило, вийти за рамки двопетльової теорії збурень, означення біжучого зв'язку αTC(μ), його значення нерухомої точки αIR, і міцність αχ SB необхідність порушення хіральної симетрії залежить від конкретної прийнятої схеми перенормування. Для {\displaystyle 0<(\alpha _{IR}-\alpha _{\chi SB})/\alpha _{IR}\ll 1}; тобто, для Nf просто нижче Nfc, розвиток αTC(μ) регулюється інфрачервоною фіксованою точкою, і вона буде розвиватися повільно (пішки) для цілого ряду імпульсів вище масштабу розриву ΛTC. Щоб подолати {\displaystyle M_{ETC}^{2}}-придушення мас кварків першого і другого покоління, що беруть участь в {\displaystyle K{\hbox{--}}{\bar {K}}} змішуванні, цей діапазон повинен розширити майже до їхнього масштабу ВТК {\displaystyle {\mathcal {O}}(10^{3}{\hbox{ TeV}})}. Коен і Джорджі стверджували, що γm = 1 є сигналом спонтанного порушення хіральної симетрії, тобто, що γm(αχ SB) = 1. Таким чином, в блуканні-αTC регіоні γm ≅ 1 і з рівнянь (2) і (3) маси легких кварків збільшуються приблизно на METC/ΛTC.
Ідея, що αTC(μ) блукає для великого діапазону моментів, коли αIR лежить просто над αχ SB, була запропонована Лейном і Раманою. Вони зробили явну модель, обговорювали блукання, що розгорнулося, і використовували його в їхньому обговоренні феноменології блукаючого техніколору на адронних коллайдерах. Ця ідея була розроблена доволі докладно Аппельквістом, Тернінґом і Вієвардганою. Поєднання пертурбативного обчислення інфрачервоної нерухомої точки з апроксимацією αχ SB, заснованою на рівнянні Швінгера, вони оцінили критичне значення Nfc і досліджили отриману  електрослабку фізику. З 1990-х років, більшість обговорень блукаючого техніколору знаходяться в рамках теорій, що припускають домінування наближеної нерухомої точки в інфрачервоній області спектра. Різні моделі були вивчені, деякі з техніферміонами в фундаментальному поданні калібрувальної групи і деякі з більш високими уявленнями.
Можливість того, що техніколірний конденсат на збільшити за межі, обговорені в літературі про блукання, розглядалася також недавно Люті і Окуї під назвою «конформного техніколору». Вони представляють інфрачервону стійку нерухому точку, але з дуже великою аномальною розмірністю оператора {\displaystyle {\bar {T}}T}. Ще не з'ясовано, чи можна це реалізовати, наприклад, в класі теорій, які в даний час вивчаються, з використанням методів решітки.

### Маса t-кварка
Вдосконалення блукання, описане вище, може бути недостатньо для створення вимірюваної маси t-кварка, навіть для масштабу ВТК настільки малого, як декілька ТеВ. Проте, ця задача може бути вирішена, якщо ефективне зчеплення з чотирма техніферміонами, що з'являється в результаті обміну калібрувального бозону ВТК, є сильним і налаштоване трохи вище критичного значення. Аналіз цієї сильної ВТК можливості аналогічний до аналізу моделі Намбу-Йона-Лазініо з додатковою (техніколірною) каліброваною взаємодією. Маси техніферміонів малі в порівнянні з шкалою ВТК (відсікання ефективної теорії), але майже постійні поза межами цієї шкали, що призводить до великої маси т-кварку. Жодна повністю реалістична ВТК теорія для всіх мас кварків досі не розроблена із включенням цих ідей. Пов'язане з цим дослідження було проведено Міранським і Ямавакі. Проблема такого підходу полягає в тому, що вона включає в себе певний рівень параметра тонкого налагодження, що конфліктує з керівним принципом природності техніколору.
І, нарешті, слід зазначити, що існує велике тіло тісно пов'язаної роботи, в якому ВТК не генерує mt. До них належать топкварковий конденсат, топ-колір і топ-колір-допоміжні моделі техніколору, в яких нові сильні взаємодії приписуються t-кварку та іншим ферміонам третього покоління. Як і в разі сценарію сильної ВТК, описаного вище, всі ці пропозиції включають значну ступінь тонкого налаштування калібрувальних зчеплень.

## Техніколір на решітці
Решітчаста калібрувальна теорія — це непертубативний метод (без збурень), застосовний до сильно взаємодіючих техніколірних теорій, що дозволяє дослідження з перших принципів блукаючої і конформної динаміки. У 2007 році, Катерал і Саніно використовували решітчасту калібрувальну теорію для вивчення SU(2) калібрувальних теорій з двома ароматами діракових ферміонов в симетричному поданні, знаходячи докази конформності, що було підтверджено подальшими дослідженнями.
Станом на 2010 рік ситуація для SU(3) калібрувальної теорії з ферміонами в фундаментальному поданні не настільки чітка. У 2007 році Апельквіст, Флемінг і Нейл зробили офіційне повідомлення з доказами того, що нетривіальна інфрачервона фіксована точка розвивається в таких теоріях, коли є дванадцять ароматів, але не тоді, коли є вісім. У той час як деякі подальші дослідження підтвердили ці результати, інші подали звіт про різні висновки, в залежності від використаних решітчастих методів, і досі немає консенсусу з цього питання.
Подальші дослідження кристалічної решітки досліджували ці питання, а також розглядали наслідки цих теорій для точних електрослабких вимірювань, що проводяться декількома дослідницькими групами.
.

## Феноменологія техніколору
Будь-яка теорія для фізики за межами стандартної моделі повинна відповідати вимірюванням точності електрослабких параметрів. Повинні бути вивчені також її наслідки для фізики в рамках вже існуючих і майбутніх адронних коллайдерів високих енергій і для темної матерії Всесвіту.

### Тести електрослабкої точності
У 1990 році феноменологічні параметри S, T і U були введені Пескіном і Такочі для квантування внесків до радіаційних поправок з фізики за межами стандартної моделі. Вони мають простий зв'язок з параметрами електрослабого кірального лагранжіана. Аналіз Пескін-Такеучі був обґрунтований на загальному формалізмі для слабких радіаційних поправок, розробленому Кеннеді, Лінном, Пескіном і Стюартом, і альтернативні формулювання також існують.
S, T, і U-параметри описують поправки до розмножувачів електрослабих калібрувальних бозонів з фізики за межами стандартної моделі. Їх можна записати в термінах поляризаційних функцій електрослабих струмів і їхнього спектрального подання наступним чином:
{\displaystyle {\begin{aligned}(5)\qquad S&=16\pi {\frac {d}{dq^{2}}}\left[\Pi _{33}^{\mathbf {new} }(q^{2})-\Pi _{3Q}^{\mathbf {new} }(q^{2})\right]_{q^{2}=0}\\&=4\pi \int {\frac {dm^{2}}{m^{4}}}\left[\sigma _{V}^{3}(m^{2})-\sigma _{A}^{3}(m^{2})\right]^{\mathbf {new} };\\(6)\qquad T&={\frac {16\pi }{M_{Z}^{2}\sin ^{2}2\theta _{W}}}\;\left[\Pi _{11}^{\mathbf {new} }(0)-\Pi _{33}^{\mathbf {new} }(0)\right]\\&={\frac {4\pi }{M_{Z}^{2}\sin ^{2}2\theta _{W}}}\int _{0}^{\infty }{\frac {dm^{2}}{m^{2}}}\left[\sigma _{V}^{1}(m^{2})+\sigma _{A}^{1}(m^{2})-\sigma _{V}^{3}(m^{2})-\sigma _{A}^{3}(m^{2})\right]^{\mathbf {new} },\end{aligned}}}
де тільки нові, позастандартні моделі фізики включені. Величини розраховуються по відношенню до мінімальної стандартної моделі з деякою обраною встановленою масою бозона Хіггса, взятої в межах від експериментальної нижньої межі 117 ГеВ до 1000 ГеВ, де його ширина стає дуже великою. Для тогоб щоб ці параметри описали домінуючі поправки до стандартної моделі, масштаб мас нової фізики повинен бути набагато більшим, ніж MW і MZ і зв'язок кварків і лептонів для нових частинок повинен бути придушений в порівнянні з їхнім зв'язком із калібрувальними бозонами. Така-от справа з техніколором настільки, наскільки найлегші технівекторні мезони ρT and aT важчі за 200—300 ГеВ. S-параметр чутливий до всіх нових теорій фізики на масштабі ТеВ, в той час як T є мірою ефектів порушення слабкого ізоспіну. U-параметр, як правило, не корисний; більшість теорій нової фізики, в тому числі теорій техніколору, дають незначні внески до нього.
S і T-параметри визначаються глобальною підгонкою до експериментальних даних, включаючи Z-полюсні дані з ВЕП в CERNі, топ-кварка і  W  — вимірювання маси топ-кварка і W-бозона у Fermilab і вимірюваними рівнями порушення атомної парності. Отримані оцінки за цими параметрами наведено в огляді властивостей частинок. Припускаючи, що U = 0, S і T параметри малі і, насправді, узгоджуються з нулем:
{\displaystyle (7)\qquad {\begin{aligned}S&=-0.04\pm 0.09\,(-0.07),\\T&=0.02\pm 0.09\,(+0.09),\end{aligned}}}
де центральне значення відповідає масі бозона Хіггса 117 ГеВ і поправка до центрального значенням подана в дужках, коли маса бозона Хіггса збільшується до 300 ГеВ. Ці значення задають жорсткі обмеження на теорії поза стандартною моделлю — коли відповідні поправки можуть бути надійно обчислені.
S-параметр оцінений у КХД-подібні теорії техніколору значно більший, ніж експериментально дозволене значення. Розрахунок був зроблений в припущенні, що спектральний інтеграл для S обмежений найлегшими ρT і aT резонансами, або шляхом масштабування ефективних параметрів лагранжіану з КХД. У блукаючому техніколорі, однак, фізика в масштабі ТеВ і більше, повинна дуже відрізнятися від КХД-подібних теорій. Зокрема, векторні і аксіально-векторні спектральні функції не можуть бути обмежені тільки найнижчими резонансами. Невідомо, чи більш високоенергетичні внески в {\displaystyle \sigma _{V,A}^{3}} є вежа таких, що можна ідентифікувати, ρT і aT станів або гладкий континуум. Було висловлено припущення, що ρT і aT партнери могли б бути більш майже виродженим в блукаючих теоріях (приблизний паритет подвоєння), зменшуючи їхній вклад в S. Решітчасті розрахунки ведуться або плануються, щоб перевірити ці ідеї і отримати достовірні оцінки S в блукаючих теоріях.
Обмеження на T-параметр являє собою проблему для генерації маси топ-кварка в рамках розширеного техніколору. Посилення від блуквання може дозволити масштабу асоційованого розширеного техніколору бути настільки ж великим, як декілька ТеВ, однак, оскільки РТК взаємодії повинні сильно порушувати слабкий ізоспін, щоб забезпечити велике розділення маси топ-ботом, вклад параметра T а також темп для розпаду {\displaystyle Z^{0}\rightarrow {\bar {b}}b},, може бути занадто великим.

### Феноменологія адронного колайдера
Ранні дослідження в цілому припускали існування тільки одного електрослабкого дублету техніферміонов, або одного техні-сім'ї, включаючи один дублет кожного з кольоро-триплетних технікварків і кольоро-синглетних технілептонів (чотири електрослабкої дублети загалом). Кількість ND електрослабкої дублетів визначає константу розпаду F, необхідну для визначення правильного електрослабкого масштабу, оскільки F = FEW/√ND = 246 GeV/√ND. В мінімальній однодублетній моделі три ґолдстоунівські бозони (техніпіони, πT) мають константу розпаду F = FEW = 246 ГеВ і поглинаються електрослабкими калібрувальними бозонами. Найдоступніший сигнал для колайдера через {\displaystyle {\bar {q}}q} анігіляцію в адронному колайдері односпінових {\displaystyle \rho _{T}^{\pm ,0}}, і подальший їхній розпад в пару поздовжньо поляризованих слабких бозонів, {\displaystyle W_{L}^{\pm }Z_{L}^{0}} і {\displaystyle W_{L}^{+}W_{L}^{-}}. При очікуваній масі 1.5–2.0 ТеВ і похибки 300—400 ГеВ, такі ρT's було б важко виявити на великому адронному колайдері. Односімейна модель має велику кількість фізичних техніпіонів, з F = FEW/√4 = 123 ГеВ. Існує колекція відповідно з меншими масами кольорових синглету і октету технівекторів, що розпадаються на техніпіонні пари. Частинки πT, як очікується, розпадаються до найважчих можливих пар кварків і лептонів. Незважаючи на більш низькі маси, ρT ширші, ніж в мінімальній моделі і шуми розпадів πT, ймовірно, будуть нездоланними на адронному колайдері.
Ця картина змінилася з появою теорії блукаючого техніколору. Блукаюча калібрувальна константа зв'язку має місце, якщо αχ SB лежить трохи нижче значення фіксованої точки IR αIR, що вимагає або великої кількості електрослабких дублетів в фундаментальному поданні калібрувальної групи, наприклад, або кілька дублетів в багатовимірному поданні техніколору. В останньому випадку, обмеження на подання розширеної теорії технокольору, як правило, припускають наявність інших техніферміонів також у фундаментальному поданні.
У будь-якому випадку, є техніпіони πT з константою розпаду {\displaystyle F\ll F_{EW}}. Звідси {\displaystyle \Lambda _{TC}\ll F_{EW}}, так що найлегші технівектори, доступні на Великому адронному колайдері — ρT, ωT, aT (з IG JPC = 1+ 1−−, 0− 1−−, 1− 1++) — мають маси значно нижче ТеВ. Клас теорій з багатьма техніферміонами, і, таким чином {\displaystyle F\ll F_{EW}}, називається дрібномасштабним техніколором.
Другий наслідок блукаючого техніколору стосується розпаду односпінових техніадронів. Оскільки маси технопіонів {\displaystyle M_{\pi _{T}}^{2}\propto \langle {\bar {T}}T{\bar {T}}T\rangle _{M_{ETC}}} (див Рівн. (4)), блукання покращує їх набагато більше, ніж маси інших техніадронів. Таким чином, цілком можливо, що найлегший MρT < 2MπT і що дво- і три-πT канали розпаду світлових техновекторів закриті. Звідси також випливає, що ці технівектори дуже вузькі. Їхні найбільш ймовірні двочастинкові канали є {\displaystyle W_{L}^{\pm ,0}\pi _{T}}, WL WL, γ πT і γ WL. Поєднання найлегших технівекторів до WL пропорційне F/FEW.. Таким чином, всі їх швидкості розпаду пригнічені силами {\displaystyle (F/F_{EW})^{2}\ll 1} або сталою тонкої структури, даючи повні ширини від декількох ГеВ (для ρT) до декількох десятих ГеВ (для ωT і T).
Більш гіпотетичний наслідок блукаючого техніколору мотивований урахуванням його внеску в параметр S. Як було зазначено вище, звичайні припущення, зроблені для оцінки STC недійсні в теорії блукання. Зокрема, спектральні інтеграли, що зазвичай використовуються для оцінки STC, не можуть обмежуватись тільки найнижчим ρT і aT і, якщо STC повинен бути невеликим, маси і слабкострумові сполуки з ρT і aT можуть бути краще наближені, ніж в КХД.
Феноменологія дрібномасштабного техніколору, в тому числі можливість більш паритетно-подвоєного спектра, був розроблена як набір правил і амплітуд розпаду.
Оголошення у квітні 2011 року надлишку в реактивних парах, створених в поєднанні з W-бозоном, виміряного в Теватроні було витлумачено Айхтеном, Лейном і Мартіном як можливий сигнал техніпіон дрібномасштабного техніколору.
Загальна схема дрібномасштабного техніколору має мало сенсу, якщо межа на {\displaystyle M_{\rho _{T}}} проштовхується повз близько 700 ГеВ. ВАК повинен бути в змозі виявити його або виключити його. Пошукові спроби там за участю розпадів до техніпіонів, а звідти до важких кваркових струменів утруднені шумами від утворення {\displaystyle {\bar {t}}t}, його ймовірність в 100 разів більше, ніж на Теватроні. Отже, виявлення дрібномасштабного техніколору на ВАКу покладається на вселептонні канали кінцевого стану зі сприятливим співвідношенням сигналу-фону: {\displaystyle \rho _{T}^{\pm }\rightarrow W_{L}^{\pm }Z_{L}^{0}}, {\displaystyle a_{T}^{\pm }\rightarrow \gamma W_{L}^{\pm }} і {\displaystyle \omega _{T}\rightarrow \gamma Z_{L}^{0}}.

### Темна матерія
Теорії Техніколору, природно, містять кандидатів на темну матерію. Майже напевно можна побудувати моделі, в яких найнижчий технібаріон, техніколорносинглетний зв'язаний стан техніферміонів достатньо стабільний, щоб пережити еволюцію Всесвіту. Якщо теорія Техніколору низькомасштабна ({\displaystyle F\ll F_{EW}}) маса баріону повинна бути не більшою 1-2 ТеВ. Якщо ні, то він може бути набагато важчий. Технібаріон повинен бути електрично нейтральним і задовольняти обмеженням на його поширеність. З урахуванням обмежень на спіно-незалежних темноматеріально-нуклонні крос-секції експериментів пошуку темної матерії ({\displaystyle \lesssim 10^{-42}\,\mathrm {cm} ^{2}} для мас, які становлять інтерес), то, можливо, доведеться йому бути також електрослабконейтральним (слабкий ізоспін I = 0). Ці міркування дозволяють припустити, що кандидати темної матерії «старої» теорії техніколору може бути важко створити на великому адронному колайдері.
Інший клас техніколорних кандидатів темної матерії достатньо легкий для відтворення на великому адронному колайдері був представлений Франческо Санніно і його колегами Ці стани є псевдобозонами Ґолдштейна з глобальним зарядом, через що вони стійкі до розпаду.